# Język kapuczyński
Język kapuczyński (czasem używany jest także termin język beżtyjski, nazwa własna Бэжти) – jeden z niewielkich języków kaukaskich, używany przez blisko 7 tys. osób w południowym Dagestanie i Gruzji. Język kapuczyński należy do języków didojskich w zespole awaro-didojskim, tworzącym podgrupę wśród języków dagestańskich w grupie północno-wschodniej (nachsko-dagestańskiej) języków kaukaskich.
Kapuczyński jest blisko spokrewniony z językiem chunzybskim.
Językiem kapuczyńskim posługuje się ludność w trzech niewielkich wioskach w południowym Dagestanie: Beżta, Choszar-Chota i Tladal. Sporadycznie używana nazwa tego języka, beżtyjski, pochodzi od nazwy wsi Beżta, natomiast nazwa język kapuczyński, wzięła się od gruzińskiej nazwy tejże wsi. Jednym z ważniejszych badaczy języka kapuczyńskiego, był gruziński badacz, E. A. Łomtadze, który w swych pionierskich pracach używał takiej właśnie nazwy, ona też utrwaliła się i weszła do użytku.
Dane mówiące o liczbie osób posługujących się tym językiem nie są zbyt dokładne, ponieważ w dużej mierze opierały się na szacunkach. Według statystyk w 1926 r. języka tego używało zaledwie 1447 osób. W późniejszym czasie użytkownicy kapuczyńskiego uznawani byli za odłam Awarów i tak też zapisywani podczas kolejnych spisów powszechnych. Szacunki z lat 1958 oraz 1967 mówiły o ok. 2500–2800 użytkownikach języka, dane, natomiast według spisu powszechnego, przeprowadzonego na terenie Federacji Rosyjskiej w 2000 r. liczba osób posługujących się tym językiem wynosi 6184 osób.
Brak tradycji literackiej. Bywa zapisywany cyrylicą. Jest używany wyłącznie w sytuacjach nieformalnych, w domu, wśród przyjaciół. W charakterze języka literackiego używany jest język awarski, jako największy język literacki Dagestanu. Wśród ludności rozpowszechniony jest także rosyjski, jako język urzędowy Federacji Rosyjskiej. Awarski i rosyjski są wykorzystywane w edukacji i komunikacji ponadlokalnej. Kapuczyński jest zdecydowanie zagrożony wymarciem, ze względu na dominację awarskiego i niewielką liczebność społeczności.
Ze względu na swoją historię wykazuje wpływy awarskiego, tureckiego, arabskiego, perskiego, gruzińskiego oraz rosyjskiego. Sam wywarł wpływ na język chunzybski.
Kapuczyński jest językiem ergatywnym.